# Chiesa di San Gottardo (Torre de' Busi)
La chiesa di San Gottardo è il principale luogo di culto cattolico di San Gottardo frazione di Torre de' Busi in provincia e diocesi di Bergamo; fa parte del vicariato di Calolzio-Caprino.

## Storia
La chiesa sicuramente presente sul territorio della località di San Gottardo nel XVI secolo intitolata a san Gottardo fu smembrata da quella dei santi Michele Arcangelo e Giovanni Battista di Torre de' Busi diventando comunità autonoma dall'arcivescovo di Milano Gaspare Visconti nel 1589.
La chiesa faceva parte dell'arcidiocesi di Milano; l'iter per il passaggio alla diocesi di Bergamo durò tre anni, dal 1784 al 1787, seguendo il passaggio della pieve di Brivio a seguito della definizione dei nuovi confini tra le due diocesi voluti dall’imperatore e dal doge di Venezia. Il passaggio iniziò con l'intervento della Sacra Congregazione concistoriale nel 1784, autorizzazione poi completata con la bolla pontificia del 13 novembre 1786 di papa Pio VI, e nel 1787 ufficializzata dalle autorità ecclesiastiche dell'episcopato.
Nell'elenco del clero secolare e regolare redatto dalla curia vescovile di Bergamo nel 1801, la chiesa risulta facente parte del vicariato di Carenno, confermato dall'elenco dello stato del clero del 1822. La chiesa fu riedificata nel Settecento per riadattarla alle nuove necessità e alle nuove mode, venendo consacrata nel 1864 dal vescovo di Crema Pietro Maria Ferrè.
Nella seconda metà del Novecento la chiesa fu oggetto di restauro con lavori di ammodernamento e mantenimento. Fu innalzata la nuova torre campanaria su progetto di Camillo Galizzinel 1950 e tre anni dopo, sempre su disegno del Galizzi fu ampliata la navata, mentre l'abside fu ultimata nel 1960. Nel 1990 fu posto il nuovo altare su progetto di Pino Gusmini, in ottemperanza all'adeguamento liturgico. I primi anni del XXI secolo furono eseguiti lavori di manutenzione all'esterno dell'edificio.
Nel 1861 la chiesa fu inserita nel vicaria VII  di Caprino Bergamasco. Con decreto del 27 maggio 1979 del vescovo Giulio Oggioni la chiesa fu inserita nel vicariato locale di Calolzio-Caprino.

## Descrizione

### Esterno
L'edificio di culto con orientamento dell'abside nord-est, è preceduto dal sagrato di grande misura con pavimentazione a lastre di pietra e rialzato da sei gradini. La facciata è tripartita da lesene intonacate che reggono il cornicione sagomato. La facciata è ulteriormente divisa su due ordini da una semplice cornice. L'ingresso principale rialzato di quattro gradini e con contorno in serizzo è posto in uno sfondato. Superiore l'affresco raffigurante san Gottardo, La facciata termina con la finestre rettangolare atta a illuminare l'aula.

### Interno
L'interno a unica navata è diviso da pilastri in tre campate. I pilastri poggiano su un alto basamento marmoreo e sono completi di capitelli conrinzi e sorreggono la trabeazione con cornicione che percorre tutta l'aula dove s'imposta la volta a botte e dove sono poste le tre finestre per lato.
La zona presbiteriale rialzata da tre gradini e a pianta rettangolare è di misura inferiore rispetto alla navata e ha copertura a tazza ellittica. L'altare rivolto verso i fedeli è in marmo rosso scolpito e metallo sbalzato e dorato.